# Енарета
Енарета (грч. Ἐνάρετη) је у грчкој митологији Дејмахова кћерка.

## Митологија
Била је Еолова супруга, коме је изродила синове Атаманта, Дејона, Кретеја, Магнета, Салмонеја, Сизифа и Перијера, као и кћерке Алиону, Калику, Канаку, Перимеду и Писидику. Као њихов син се помиње и Макареј, као и још неки, што зависи од аутора.